# Calanthemis alembai
Calanthemis alembai es una especie de escarabajo longicornio del género Calanthemis, tribu Clytini, subfamilia Cerambycinae. Fue descrita científicamente por Schmid en 2016.

## Descripción
Mide 9 milímetros de longitud.

## Distribución
Se distribuye por República Democrática del Congo.